# Salvia dominica
Salvia dominica, en árabe (Maru = مرو o "Khowwekha" = خويخة ), en (hebreo: מרווה, marva) es un arbusto perennifolio fuertemente aromático que se encuentra en el este del Mediterráneo, especialmente en Jordania, Israel, Líbano y Siria.

## Descripción
La inflorescencia ramificada es una de las varias salvias que se cree han inspirado el diseño de la menorah. Alcanza un tamaño de 1 metro de altura y anchura, y florece en primavera o principios de verano con flores de color amarillo pálido y blanco en delicados verticilos.

## Propiedades biológicas
Un grupo de investigadores italianos y jordano han aislado veinticuatro nuevos sesterterpenos, algunos de ellos con actividad biológica interesante debido a su interacción con la tubulina-tirosina ligasa (TTL), una enzima implicada en el ciclo tyrosination de la C-terminal de la tubulina, y que inhibe la actividad de TTL en las células cancerosas.

## Taxonomía
Salvia dominica fue descrita por Carlos Linneo y publicado en Species Plantarum 25. 1753.
Sinonimia
- Salvia commutata Benth.
- Salvia graveolens Vahl
- Salvia syriaca Gouan ex Benth.[6][7]